# Episodi di How I Met Your Mother (quarta stagione)
La quarta stagione della sitcom How I Met Your Mother è stata trasmessa in prima visione assoluta negli Stati Uniti d'America da CBS dal 22 settembre 2008 al 18 maggio 2009.
In Italia la stagione è stata trasmessa in prima visione a pagamento da Joi dal 18 agosto al 18 settembre 2009, mentre in chiaro la stagione è andata in onda su Italia 1.
| nº | Titolo originale            | Titolo italiano                    | Prima TV USA      | Prima TV Italia   |
| -- | --------------------------- | ---------------------------------- | ----------------- | ----------------- |
| 1  | Do I Know You?              | Ti conosco?                        | 22 settembre 2008 | 18 agosto 2009    |
| 2  | The Best Burger in New York | Il migliore hamburger di New York  | 29 settembre 2008 | 19 agosto 2009    |
| 3  | I Heart NJ                  | Amo il New Jersey                  | 6 ottobre 2008    | 20 agosto 2009    |
| 4  | Intervention                | L'intervento                       | 13 ottobre 2008   | 21 agosto 2009    |
| 5  | Shelter Island              | Shelter Island                     | 20 ottobre 2008   | 24 agosto 2009    |
| 6  | Happily Ever After          | E vissero felici e contenti        | 3 novembre 2008   | 25 agosto 2009    |
| 7  | Not a Father's Day          | La festa del non papà              | 10 novembre 2008  | 26 agosto 2009    |
| 8  | "Woooo!"                    | Vita da single                     | 17 novembre 2008  | 27 agosto 2009    |
| 9  | The Naked Man               | L'uomo nudo                        | 24 novembre 2008  | 28 agosto 2009    |
| 10 | The Fight                   | La rissa                           | 8 dicembre 2008   | 31 agosto 2009    |
| 11 | Little Minnesota            | Nostalgia di casa                  | 15 dicembre 2008  | 1º settembre 2009 |
| 12 | Benefits                    | Amicizia e privilegi               | 12 gennaio 2009   | 2 settembre 2009  |
| 13 | Three Days of Snow          | Tre giorni di neve                 | 19 gennaio 2009   | 3 settembre 2009  |
| 14 | The Possimpible             | Nessun limite                      | 2 febbraio 2009   | 4 settembre 2009  |
| 15 | The Stinsons                | Famiglia in affitto                | 2 marzo 2009      | 7 settembre 2009  |
| 16 | Sorry, Bro                  | Mi dispiace, amico                 | 9 marzo 2009      | 8 settembre 2009  |
| 17 | The Front Porch             | Il patto dei single                | 16 marzo 2009     | 9 settembre 2009  |
| 18 | Old King Clancy             | Giochi erotici canadesi            | 23 marzo 2009     | 10 settembre 2009 |
| 19 | Murtaugh                    | La lista delle sfide               | 30 marzo 2009     | 11 settembre 2009 |
| 20 | Mosbius Designs             | La paura del futuro                | 13 aprile 2009    | 14 settembre 2009 |
| 21 | The Three Days Rule         | La regola dei tre giorni           | 27 aprile 2009    | 15 settembre 2009 |
| 22 | Right Place Right Time      | Al posto giusto nel momento giusto | 4 maggio 2009     | 16 settembre 2009 |
| 23 | As Fast As She Can          | Stanco di aspettare                | 11 maggio 2009    | 17 settembre 2009 |
| 24 | The Leap                    | Il salto                           | 18 maggio 2009    | 18 settembre 2009 |

Nelle liste delle guest star non figurano David Henrie (Figlio di Ted del futuro) e Lyndsy Fonseca (Figlia di Ted del futuro) perché compaiono in quasi tutti gli episodi, quindi da considerare personaggi principali.

## Ti conosco?
- Titolo originale: Do I Know You?
- Diretto da: Pamela Fryman
- Scritto da: Carter Bays e Craig Thomas

### Trama
Ted chiede a Stella di sposarlo e lei accetta. Intanto, Barney chiede aiuto a Lily perché è innamorato di Robin e vuole conquistarla, ma Lily vuole che lui prima smetta di "farsi ogni bambola che respiri", dato che ne ha una in camera in quel momento. Ted va a dare la notizia delle nozze a Marshall, ma lui gli fa notare che sono solo pochi mesi che si conoscono e che non sanno quasi niente l'uno dell'altro. Barney invita Robin a cena, sotto consiglio di Lily, ma si comporta così dolcemente che Robin pensa che lui la stia prendendo in giro e per tutta la sera lei prova a fargli notare una cameriera. Stella e Ted organizzano una cena a casa di lui per conoscersi meglio ma mette delle arachidi nel cibo, non sapendo che la ragazza è allergica, mandandola così all'ospedale. Barney, cercando sempre di essere carino con Robin le chiede del suo lavoro, e lei gli dice che vorrebbe fare domanda per un lavoro a un altro notiziario, ma che non ne ha il coraggio, e lui allora le fa promettere che farà quella domanda, ma Robin interpreta questo non come un gesto d'amore ma d'amicizia, e così cerca la cameriera di prima, April, e la convince a andare a letto con Barney, per rendergli il favore, e li lascia soli. Di ritorno dal pronto soccorso, Ted e la sua fidanzata, passano la notte a dirsi ogni cosa l'uno dell'altro, finché, parlando del più e del meno fino all'alba, Ted scopre che Stella non ha mai visto Guerre stellari, che invece è il suo film preferito in assoluto. Il giorno dopo Ted le fa vedere il film, e lui e Marshall la spiano. Quando il film finisce lei dice a Ted di adorarlo, ma Marshall si accorge che non è vero e appena rimangono soli dice a Stella che se è disposta a vedere per tutta la vita un film che non sopporta solo per fare contento Ted allora è la donna giusta, dando finalmente così il suo consenso alla coppia. Barney la mattina dopo, parla nel suo appartamento con Lily e le dice che ha scaricato April perché ama Robin, e Lily gli dice di non arrendersi dato che Robin prima o poi si accorgerà di lui, ma in quel momento esce fuori April dalla sua stanza e Lily si infuria e gli dice di scegliere fra Robin e le "bambole", ma lui sceglie le bambole senza nemmeno pensarci, dicendo che le bambole lo fanno felice sempre e che la cotta per Robin è passeggera, ma lei non gli crede e se ne va. Lei aveva ragione, perché, appena Lily esce, vede in TV la sua amata al tg.
- Guest star: Sarah Chalke (Stella), Heidi Lynne Herschbach (April)

## Il migliore hamburger di New York
- Titolo originale: The Best Burger in New York
- Diretto da: Pamela Fryman
- Scritto da: Carter Bays e Craig Thomas

### Trama
Marshall ricorda, la prima volta che era a New York, di aver mangiato l'hamburger più buono del mondo, ma da quel giorno non aveva più trovato il locale. Grazie, però, all'aiuto di Robin, Marshall trova il locale, ma l'hamburger non è quello che lui aveva giudicato "migliore", si scopre infatti che il ristorante era la copia esatta di un altro ristorante, che però risulta chiuso e sostituito da un bancomat della banca dove lavora Barney, la Goliath National Bank, dove presto Marshall stesso svolgerà il suo lavoro. Grazie, infine all'aiuto di un distributore di foglietti promozionali, si viene a scoprire che esiste ancora il locale, ma è solo stato spostato. Il gruppo va così in quel ristorante e può finalmente mangiare l'hamburger più buono del mondo.
- Guest star: Regis Philbin (sé stesso), Jay Lay (Ragazzo), Casey Washington (Ragazzo dello strip club), Mandy McMillian (Cameriera)

## Amo il New Jersey
- Titolo originale: I Heart NJ
- Diretto da: Pamela Fryman
- Scritto da: Greg Malins

### Trama
Ted vive a New York, mentre Stella vive in New Jersey, quindi è costretto ogni sera a viaggiare in treno per dividersi fra la fidanzata e gli amici, finendo per passare la serata in viaggio senza vedere nessuno di loro, e facendo la conoscenza di tanta gente strana, fra cui Matisse il pattinatore del treno. Ted per risolvere il suo problema invita tutti i suoi amici ad andare da Stella, e anche se Lily e gli altri all'inizio rifiutano, dicendo che odiano la città dall'altra parte del fiume, alla fine ci vanno convinti dal fatto che scopriranno le follie notturne del New Jersey. Intanto Robin ha ottenuto un lavoro alla tv nazionale, e lascia il Tg che tanto odiava e raggiunge gli altri in New Jersey. I ragazzi sono tutti a casa di Stella, ma viene fuori che non hanno trovato una babysitter per Lucy, e quindi sono costretti a passare la serata in casa, precisamente nella tavernetta, e la padrona di casa inizia a fare allusioni sul fatto che Ted verrà a vivere da lei. Lui e Marshall vanno al supermercato a comprare della birra e Ted si convince ancora di più di voler vivere per sempre a New York nonostante l'amico cerchi di convincerlo a prendere in considerazione il trasferimento. Ted torna a casa e confessa alla fidanzata che odia più di tutti il New Jersey, e che non verrà mai a vivere lì. I due iniziano a litigare su quale città sia meglio, ma il punto è che Stella non vuole sradicare sua figlia Lucy dalla città in cui è nata, e lascia la stanza piangendo. Intanto Robin scopre, grazie a una telefonata del suo agente, che non aveva ottenuto il nuovo lavoro, ma solo un colloquio e quindi chiama il suo ex capo per riavere il lavoro e lui le dice che se riesce ad arrivare per il notiziario delle undici il lavoro sarà ancora suo. Robin, contro il parere di Barney e Lily, parte dal New Jersey con la biciclettina di Lucy alla volta di New York, in soli trenta minuti arriva al lavoro, e giurerà agli amici di aver saltato con un salto mortale un incidente fra due macchine (o almeno questo è quello che, a detta di Ted, ha raccontato Robin), tutto ciò a bordo della piccola bici. Arrivata lì capirà di nuovo che non vuole quel lavoro e si licenzierà di nuovo. Ted sale a cercare Stella, ma trova Lucy, che non riesce a dormire, e allora le racconta una storia; la piccola si addormenta e Ted guardandola dormire prende la sua decisione. Cerca Stella e dopo un lungo bacio le dice che andrà a stare da lei e lascerà New York. Robin si reca al colloquio ma non ottiene quel lavoro, ma un impiego a Tokyo. Barney rimane paralizzato dalla notizia che il suo amore segreto sta per partire.
- Guest star: Edward Kiniry-Ostro (Brian), Shammy Dee (Matisse), Darcy Rose Byrnes (Lucy), Michael Kagan (Joel Adams)

## L'intervento
- Titolo originale: Intervention
- Diretto da: Pamela Fryman
- Scritto da: Carter Bays e Craig Thomas

### Trama
Ted deve partire per il New Jersey, Lily e Marshall devono andare nella nuova casa e Robin deve partire per il Giappone. Nonostante le decisioni si siano prese il gruppo non riesce a separarsi dall'idea di rimanere uniti, ma alla fine si decidono e capiscono che i cambiamenti vanno fatti. Nel frattempo Barney cerca di rimorchiare vestito da ottantenne, dimostrando che, anche in vecchiaia, rimarrà lo stesso playboy che è nel 2008.

## Shelter Island
- Titolo originale: Shelter Island
- Diretto da: Pamela Fryman
- Scritto da: Chris Harris

### Trama
Ted e Stella sfruttano il fatto che la sorella di quest'ultima si sia lasciata con il fidanzato pochi giorni prima del matrimonio e prendono il loro posto nello sposarsi. Inizialmente Stella si rifiuta al fatto che Ted inviti Robin, lasciando intendere la sua paura che Ted si innamori nuovamente della sua ex e torni con lei, piantandola. Ted decide allora di chiamare Robin per dirle di non venire, ma Barney si offre di fare la chiamata al posto suo in quanto testimone di nozze e le dice invece di arrivare il più in fretta possibile, essendo Barney innamorato di Robin e desideroso di sedurla nuovamente approfittando del matrimonio. Nel frattempo, proprio quest'ultimo viene più volte provocato dalla sorella di Stella, che gli offre prestazioni sessuali indimenticabili. Ted porta al matrimonio Tony (l'ex fidanzato di Stella) e Lucy, ciò fa arrabbiare Stella infatti lei non desidera la presenza di Tony né tanto meno quella di Robin. A quel punto Ted e Stella decidono di parlare con i loro rispettivi ex, per chiedere a entrambi di andarsene, in effetti Ted scopre che Robin non voleva venire. Accusa l'amica di essere egoista perché Robin non vuole che sposi Stella ammettendo che vorrebbe tornare con lui, ma solo nella circostanza in cui la donna possa cambiare idea sulla possibilità di avere dei figli. Robin gli confessa che tornerà a vivere a New York, il lavoro a Tokyo non la rende felice, aggiungendo che sposare Stella costringerà Ted a rimanere imprigionato in una vita che non è la sua. Ted è indifferente alle sue parole, afferma di amare Stella e di volerla sposare, arriva al matrimonio ed effettivamente e Robin, sconfortata, va da Barney per bere con lui, ma, arrivata alla sua camera, lo trova già in compagnia della ragazza della reception e, in seguito, anche della sorella di Stella. Robin, poco prima del matrimonio, decide di tornare a New York senza assistere alla cerimonia ma, sul traghetto che la dovrebbe riportarla a New York, incontra Stella e Tony, che si sono rimessi insieme: lei non aveva paura di Robin, bensì sapeva che non avrebbe saputo reprimere i propri sentimenti per Tony. L'episodio si chiude con Ted che viene consolato da tutti i suoi amici, tranne che da Robin, che era già tornata verso casa.
- Guest star: Jason Jones (Tony), Annie Abrams (Desk Clerk), Danneel Harris (Nora), Derek Shizuto (Host), Aaron Hendry (Ragazzo al bar)

## E vissero felici e contenti
- Titolo originale: Happily Ever After
- Diretto da: Pamela Fryman
- Scritto da: Jamie Rhonheimer

### Trama
Ted, vedendo Stella in un ristorante, decide di seguirla fino a casa per farle capire che lasciarlo è stato l'errore più grosso della sua vita, ma all'ultimo momento ci ripensa e capisce che lei e Tony sono fatti l'una per l'altro.
- Guest star: Michael Bolten (Kyle), Meegan Godfrey (Becca), Max Prado (Michael Sasser), Chris Dotson (Cameriere), Eric Braeden (Padre di Robin)

## La festa del non papà
- Titolo originale: Not a Father's Day
- Diretto da: Pamela Fryman
- Scritto da: Robia Rashid

### Trama
Barney scopre che potrebbe avere un bambino fra poco tempo e pur che questo non avvenga decide di rivolgersi a Dio. Quando viene a sapere che quella notizia era un falso allarme crea una festa, la festa del non papà. Nel frattempo Marshall e Lily pensano all'idea di fare un bambino, ma ci rinunciano in quanto Marshall lavora troppo e non ha tempo per dedicarsi a un futuro erede. Robin si trasferisce momentaneamente da Ted.
- Guest star: Michael Hagiwara (Mr. Li), Michael Antosy (Recluta), Elena K. Smith (Cugina di Ted), Dan Lauria (Nolan), Daniele Watts (Lori), Lindsey Stoddart (Charlotte), Michael McCafferty (Cabbie)

## Vita da single
- Titolo originale: Woooo!
- Diretto da: Pamela Fryman

Ted presenta il suo progetto per il nuovo grattacielo della GNB

- Scritto da: Carter Bays e Craig Thomas

### Trama
Mentre Ted cerca di ottenere il posto di architetto per costruire la sede della Goliath National Bank, Lily cerca di unirsi al gruppo delle "Woo Girl", ragazze sempre contente che gridano costantemente la parola "Woo", all'insaputa del fatto che questo gruppo si riunisce perché gli manca qualcosa nella vita.
- Guest star: Kevin Christy (Sven numero 1), Sam Littlefield (Sven numero 2), Ted Cannon (Sven numero 3), Bryan Callen (Bilson), Erika Medina (Stacey), Jae Suh (Crystal), Krista Kalmus (Misty), Jamie-Lynn Sigler (Jillian)

## L'uomo nudo
- Titolo originale: The Naked Man
- Diretto da: Pamela Fryman
- Scritto da: Joe Kelly

### Trama
Dopo che un uomo di nome Mitch finisce a letto con Robin solamente mostrandosi nudo all'improvviso davanti a lei, Ted, Lily e Barney cercano di fare loro la sua tecnica, denominata "tecnica dell'uomo nudo". Nonostante Ted e Lily riescano nell'impresa, Barney fallisce per il fatto che, a detta di Mitch, la tecnica riesce esattamente due volte su tre (in questo caso, la terza persona che ci prova nell'arco di pochi minuti rimane in bianco).
- Guest star: Kevin Michael Walsh (ladro numero 1), Jim Woods (ladro numero 2), David Tran (Busboy), Candace Moon (Cristina), Courtney Ford (Vicky), Adam Paul (Mitch)

## La rissa
- Titolo originale: The Fight
- Diretto da: Pamela Fryman
- Scritto da: Theresa Mulligan Rosenthal

### Trama
Doug, il secondo barista del MacLaren's, chiede a Ted e a Barney di partecipare a una rissa nel retro del locale. Dopo qualche momento di esitazione i due corrono ad aiutare Doug, ma arrivati sul retro trovano lui vittorioso che aveva già sconfitto i tre oppositori. L'unico problema è che Doug pensava avessero partecipato anche Ted e Barney. I due, per avere un'attenzione maggiore dalle ragazze, fingono di avere realmente partecipato allo scontro, anche se alla fine saranno costretti a dire la verità per non essere denunciati. Doug, arrabbiato, vuole picchiarli, ma poi si rende conto che probabilmente i due hanno ragione sul fatto che abbia agito da solo, ma anche che Ted non sia una persona affidabile e che probabilmente Stella l'abbia lasciato per questo. Ted, arrabbiato per l'insinuazione, colpisce Doug con un pugno, venendo di rimando steso a terra con un pugno in faccia. Una volta rimessosi in piedi trova Doug steso a terra perché Marshall lo ha picchiato e capisce di aver imparato una lezione importante: mai fare a botte con Marshall.
- Guest star: Davis Cleveland (Andy), Ethan Dizon (Ben), Will Sasso (Doug Martin), Andy Hoff (Ragazzo), Courtney Geigle (Ragazzo), Khary Payton (Ragazzo), Ryan Freeman (Ragazzo), Jess Rowland (Ragazzo), Sarah Michell Campbell (Esmerelda), Katie Morris (Amanda), Robert Michael Ryan (Marvin Jr.), Alec Gray (Kid), Ned Rolsma (Marcus)

## Nostalgia di casa
- Titolo originale: Little Minnesota
- Diretto da: Pamela Fryman
- Scritto da: Chuck Tatham

### Trama
Arriva a New York la sorella di Ted, Heather, una ragazza molto irresponsabile. Lei vuole fare capire al fratello di essere cambiata, e ci riesce con l'aiuto di Barney. Nel frattempo, Marshall porta Robin in un bar per soli abitanti del Minnesota per consolarla del fatto di essere triste per non avere né un lavoro né un fidanzato, anche se gli sforzi di Marshall non servono a niente, fin quando non la porta in un bar canadese.
- Guest star: Jon Paul Burkhart (Herm), Sean Graham (Wayne), Scott Michael Morgan (Glen), Tug Coker (Bud), Erin Cahill (Heather), Eric Bruskotter (George)
- Adattamento italiano: Le canzoni di Barney all'inizio dell'episodio riguardanti il sesso con Heather sono state tradotte e adattate in italiano. Sono cantate da Claudio Moneta, il doppiatore di Barney stesso.
- Nota: quando Robin incentra tutta l'attenzione del bar su di sé, raccontando la storia di Marshall della partita del 1999, si può vedere distintamente una signora che indossa la maglia dei Vikings con su scritto "Smulders", il cognome dell'attrice che interpreta Robin, e la stessa Smulders indossa una maglia con scritto "Fryman", il cognome della regista di molti degli episodi della serie; inoltre, sul finale si sente Let's Go To the Mall, la canzone composta da Robin quand'era una popstar e già ascoltata nell'episodio Lo schiaffone.

## Amicizia e privilegi
- Titolo originale: Benefits
- Diretto da: Pamela Fryman
- Scritto da: Kourtney Kang

### Trama
Ted e Robin non vanno d'accordo nella loro convivenza e così risolvono le proprie liti con un rapporto sessuale. Barney è geloso di Ted e non gli piace che i due vadano a letto insieme. Ted viene a sapere del fatto e, anche se non ne parla approfonditamente con l'amico, che nega la situazione, decide, insieme a Robin, che è all'oscuro dei sentimenti di Barney, di tornare a convivere senza sessualità. Nel frattempo, Marshall cerca di non farsi notare al lavoro quando va in bagno.
- Guest star: Ambrit Millhouse (Jill), Kevin Kirkpatrick (Don), Jason Rogel (Clerk), Ethan Dizon (Ben), Jack J. Bennett (Craig Gerard), Greg Collins (Matt Zinman), Kendra Wilkinson (sé stessa), Gary Anthony Williams (Reginald), Heidi Montag (sé stessa), Spencer Pratt (sé stesso), Kim Kardashian (sé stessa)

## Tre giorni di neve
- Titolo originale: Three Days of Snow
- Diretto da: Pamela Fryman
- Scritto da: Matt Kuhn

### Trama
A New York arriva una tempesta di neve della durata di tre giorni: nel primo Marshall, accompagnato da Robin, va all'aeroporto a prendere Lily, che doveva arrivare quel giorno. Quando scopre che non c'è Marshall si ricorda del messaggio che le aveva lasciato, da lui non ascoltato precedentemente, il quale diceva che arrivava due giorni più tardi. Il secondo vede Ted e Barney impegnati nell'organizzare, prima al McLaren's per poi proseguire a casa di Ted stesso, una festa a base di alcool. Il terzo Lily arriva all'aeroporto, ma non trova Marshall ad aspettarlo. A un certo punto arriva un'orchestra musicale dove è Lily e lì subentra Marshall, che, dopo essersi scusato per il ritardo, la porta a casa.
- Guest star: Cal Gibson (Ryan), Jordan Masterson (Colin), Yves Bright (Patrice), Gita Isak (Rachel Sondheimer), Ute Werner (Viveka), Pat Crawford Brown (Thelma), Eileen Boylan (Melissa), Amy Gumenick (Amanda)

## Nessun limite
- Titolo originale: The Possimpible
- Diretto da: Pamela Fryman
- Scritto da: Jonathan Groff

### Trama
Robin scopre che, se non troverà lavoro entro una settimana, dovrà tornarsene in Canada. Tuttavia, grazie all'aiuto di Barney che le prepara un curriculum-video, riuscirà nell'impresa e resterà a New York. Nel frattempo, rivedendo i loro curriculum, Ted, Lily e Marshall decidono di revisionarli togliendo esperienze per loro importanti ma superflue.
- Nota: gli autori hanno sfruttato la gravidanza dell'attrice Alyson Hannigan per inserire le scene delle gare di abbuffata di Lily.

## Famiglia in affitto
- Titolo originale: The Stinsons
- Diretto da: Pamela Fryman
- Scritto da: Carter Bays e Craig Thomas

### Trama
Il gruppo si accorge che Barney è stranamente diverso dal solito e, dopo averlo pedinato, scopre di avere una finta moglie e un finto figlio per fare credere alla madre di avere una vita come quella che lei sognava. Alla fine, Barney rivela la verità alla madre, che non è dispiaciuta della situazione. Ella gli rivela di essere stata una donna molto promiscua in passato e di non poter giudicare il figlio, ma al tempo stesso gli consiglia di non fuggire se dovesse trovare una persona speciale.
- Guest star: Zachary Gordon (Grant), Brooke D'Orsay (Margaret), Frances Conroy (Loretta Stinson)

## Mi dispiace, amico
- Titolo originale: Sorry, Bro
- Diretto da: Pamela Fryman
- Scritto da: Craig Gerard e Matthew Zinman

### Trama
Ted si rimette insieme con la sua prima fidanzata, Karen, che Lily e Marshall trovano odiosa e presuntuosa. Karen al college era infatti solita tradire a ripetizione Ted con tanti uomini, mollarlo e poi riprenderlo per poi tradirlo di nuovo. In questa occasione però è Ted nel ruolo dell'amante con cui Karen viene beccata a letto dal suo attuale fidanzato, che resta col cuore infranto. Ted, furioso, fa notare a Karen come tenda sempre ad atteggiarsi con superiorità nei confronti di chiunque, ma di non avere neanche il coraggio di chiudere una relazione che non desidera semplicemente parlando anziché tradire col primo che capita. Karen, per la prima volta, ammette i propri errori e chiede a Ted di darle una possibilità. Nello stesso giorno, Marshall scopre di non essersi portato i pantaloni al lavoro.
- Guest star: Laura Prepon (Karen), David Burtka (Scooter), Hayes MacArthur (Curt "Ironman" Irons)

## Il patto dei single
- Titolo originale: The Front Porch
- Diretto da: Pamela Fryman
- Scritto da: Chris Harris

### Trama
Ted non bada molto al fatto che i suoi amici non sopportano Karen per la sua arroganza, quest'ultima però lo lascia quando trova nel letto di Ted uno degli orecchini di Robin accusandolo di averla tradita con lei. Lily è costretta ad ammette di averlo messo lei lì per farli lasciare, cerca di fargli capire che l'amicizia che lui ha costruito con Lily e Marshall indubbiamente durerà per sempre, Karen non si sarebbe mai integrata nel gruppo, e che dunque la donna che sposerà dovrà avere anche la loro approvazione. Ted all'inizio la perdona constatando che Karen non piaceva a nessuno, ma poi scopre che Lily aveva sabotato altre sue relazioni, compresa quella con Robin, infatti Lily li aveva forzati ad affrontare il principale problema della loro storia, ovvero che per Robin (al contrario di Ted) avere una famiglia non era una priorità. Lily ammette che aveva paura di perdere l'amicizia di Robin qualora lei e Ted fossero rimasti insieme più a lungo e la loro inevitabile rottura li avrebbe fatti soffrire ancora di più. Ted e Lily litigano animosamente, quest'ultima lo accusa di innamorarsi con troppa facilità tanto da portare a oltranza relazioni con donne sbagliate, ma Ted invece le fa notare che lei è arrogante, ha avuto la fortuna di conoscere Marshall, l'amore della sua vita, in giovane età, lui invece è ancora solo anche perché lei ha interferito nelle sue relazioni. Lily, prendendo coscienza di aver esagerato dato che Ted afferma di non voler più essere suo amico, si scusa con Ted con una lettera; la perdona ma si lascia comunque con Karen che voleva imporgli di non frequentare più Lily dopo quello che aveva fatto. Ted ora ha capito che non conta la considerazione che i suoi amici hanno delle ragazze con cui esce, bensì quello che la donna che amerà penserà invece di loro. Ritornando all'appartamento, Ted chiede a Robin di essere il suo «più uno» e godono del pasto che Lily ha preparato per scusarsi. Dopodiché Ted fa una proposta per scherzo a Robin, chiedendola di essere la sua «moglie di backup». Lei accetta. Nel frattempo, Barney scopre, grazie a Marshall, la comodità di indossare una camicia da notte maschile al posto di un più sobrio smoking da notte, ma senza il suo precedente indumento riesce a farsi sfuggire l'occasione di copulare con una ragazza.
- Guest star: Laura Prepon (Karen)

## Giochi erotici canadesi
- Titolo originale: Old King Clancy
- Diretto da: Pamela Fryman
- Scritto da: Jamie Rhonheimer

### Trama
Ted perde il lavoro alla Goliath National Bank dato che i suoi progetti non piacciono a Bilson, il capo; con la buonuscita ricevuta, decide quindi di aprire uno studio di architettura tutto suo. Nel frattempo Lily, Marshall e Barney cercano di indovinare con quale famoso personaggio canadese Robin si sia rifiutata di fare uno strano gioco erotico in passato.
- Guest star: Aaron Hill (Il feroce Gattaccio delle nevi)

## La lista delle sfide
- Titolo originale: Murtaugh
- Diretto da: Pamela Fryman
- Scritto da: Joe Kelly

### Trama
Barney accetta la sfida di Ted: nelle 24 ore successive farà tutte le cose contenute nella "lista Murtaugh", redatta da Ted. La lista contiene una serie di cose che una persona, superati i trent'anni, non può più fare perché è troppo vecchia. Allo stesso modo, Ted accetta la sfida di Barney e Robin, consistente nel fare cose che una persona, prima dei trent'anni, non può fare perché è troppo giovane. Entrambi perdono. Allo stesso tempo, Marshall inizia ad allenare la squadra di basket degli alunni di Lily, venendo criticato da quest'ultima perché troppo duro. Durante la partita finale Marshall cerca di migliorare il suo stile da allenatore, vincendo il premio per la partecipazione.
- Guest star: Robert Wisdom (McCraken), Bill Fagerbakke (Marvin Eriksen Sr.), Brian Patrick Collins (Teen Wolf), Charlie Stewart (Kenny)

## La paura del futuro
- Titolo originale: Mosbius Designs
- Diretto da: Pamela Fryman
- Scritto da: Kourtney Kang

### Trama
Barney racconta una barzelletta sporca, che solo gli uomini possono capire, alla quale Lily scappa inorridita; Barney pensa che tornerà presto, mentre Ted del futuro annuncia che in realtà, sentitasi profondamente offesa, Lily starà lontana da lui (e dal resto del gruppo) per ben quattro settimane.
Marshall, per non essere licenziato al lavoro, diventa l'uomo-sport, colui che organizza le scommesse sull'attualità sportiva. Nel frattempo Ted, dopo essere stato licenziato dalla Goliath National Bank, decide di aprire un proprio studio di architettura, Mosbius Design, lavorando in casa e assumendo anche un assistente, PJ. A Robin non piace che ci sia uno sconosciuto in casa, ma, nonostante questo, copula con lui, questo implica una manifestazione di gelosia da parte di Barney (segretamente innamorato di Robin). Ted, dopo aver saputo il rapporto fra Robin e il suo assistente lo licenzia, ma lo riprende presto con sé. A quel punto è proprio l'assistente a licenziarsi, dicendo di aver trovato un lavoro migliore: Marshall lo assume come assistente per il suo ruolo di uomo-sport risolvendo così tutti i problemi.
- Guest star: Ryan Sypek (PJ)
- Nota: la scelta di fare andar via Lily per quattro settimane dal gruppo è dovuta alla gravidanza di Alyson Hannigan, che sarebbe risultata strana agli spettatori dal momento che Lily, invece, non è incinta.

## La regola dei tre giorni
- Titolo originale: The Three Days Rule
- Diretto da: Pamela Fryman
- Scritto da: Greg Malins

### Trama
Ted vuole chiamare una ragazza di cui ha appena ricevuto il numero, ma Marshall e Barney sono contrari, perché va contro la regola dei tre giorni, la quale indica che bisogna aspettare tre giorni per chiamare una ragazza. Ted ignora gli amici e comincia a mandarle dei messaggi, non sapendo di comunicare proprio con Marshall e Barney.
- Guest star: Rebecca Budig (Holly), Kevin Michael Richardson (Stan)

## Al posto giusto nel momento giusto
- Titolo originale: Right Place Right Time
- Diretto da: Pamela Fryman
- Scritto da: Stephen Lloyd

### Trama
Ted dice ai suoi figli che è arrivato il momento di raccontare la storia dell'ombrello giallo, che ha sempre detto riguardare direttamente l'incontro con la loro madre, quindi racconta come mai si trovava per strada in quel momento con quell'ombrello giallo, ma alla fine dice che ha trovato Stella. Nel frattempo Barney copula con la duecentesima donna.
- Guest star: Dan Castellaneta (Uomo senza tetto)
- Note: quando Robin prende un'intossicazione alimentare e vomita, c'è una scena in cui è sdraiata sul divano con Ted al suo capezzale. Siccome non ne sanno ancora il motivo, Robin, scherzando, dice a Ted (e successivamente anche a Barney, al suo arrivo) di essere incinta. L'attrice che la interpreta, Cobie Smulders, era davvero incinta quando hanno girato la scena.

## Stanco di aspettare
- Titolo originale: As Fast As She Can
- Diretto da: Pamela Fryman
- Scritto da: Carter Bays e Craig Thomas

### Trama
Ted incontra Stella e Tony, il quale cerca di ripagarlo del male fattogli, offrendogli svariati lavori, essendo lui ricco di famiglia. Dopo molti rifiuti di quest'ultimo, Tony gli spiega che rammenta quanto soffrisse senza Stella e di non sopportare di aver causato a Ted lo stesso dolore, ma Ted gli rivela che sta meglio senza la donna che gli ha mentito e spezzato il cuore per stare con un altro il giorno del loro matrimonio. Tony, riflettendo sulle affermazioni di Ted, lascia Stella, la quale chiede a Ted di aiutarla a convincerlo a rimettersi con lei. Intanto Marshall e Robin raccontano a Barney di come sono riusciti a evitare una multa in passato, stimolando quest'ultimo a provarci, ma senza successo. Alla fine dell'episodio, Lily torna a New York.
- Guest star: Sarah Chalke (Stella)

## Il salto
- Titolo originale: The Leap
- Diretto da: Pamela Fryman
- Scritto da: Carter Bays e Craig Thomas

### Trama
Barney confida a Ted di essersi innamorato di Robin, ma lei ascolta tutto e per dissuaderlo usa la "Tattica Mosby", ovvero dice a Barney di essersi innamorata di lui. Nel frattempo Ted, durante il giorno del suo trentunesimo compleanno, sta lavorando a un progetto chiamato "Bisteccolandia", prima di trovare la famigerata capra nel bagno, che finisce per aggredirlo. Mentre sono in ospedale con Ted, Robin e Barney parlano dei loro sentimenti e alla fine, si baciano. Contemporaneamente Marshall cerca di vincere la paura di saltare da un terrazzo all'altro. Alla fine, a causa del gruppo di architetti Sven, Ted perde il progetto e accetta di diventare professore di architettura alla Columbia University.